# Волновая передача

Двухволновая зубчатая передача. Можно заметить что красное кольцо медленно вращается

Разрез двухволнового редуктора. Цвета элементов совпадают с цветами рисунка выше.

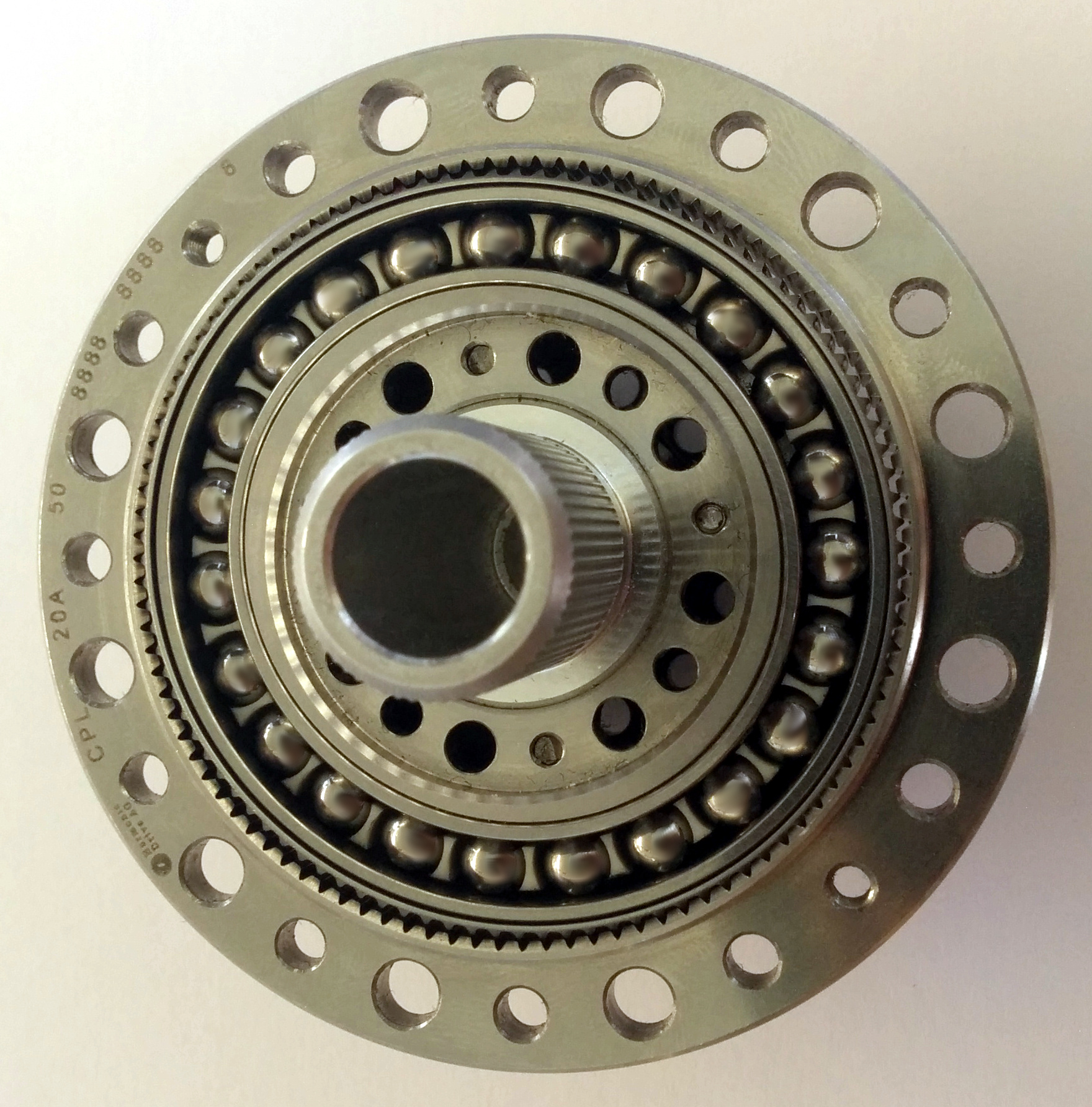
Двухволновой редуктор в металле.

Волнова́я передача — разновидность зубчатой механической передачи. Примечательна тем, что в ней в одновременном зацеплении могут находиться множество зубцов, что обеспечивает высокую жесткость и малые люфты. Изобретена в 1959 году американским инженером У. Массером.

## Волновая зубчатая передача

### Принцип действия
Состоит из жёсткого неподвижного элемента — зубчатого колеса с внутренними зубьями, неподвижного относительно корпуса передачи; гибкого элемента — тонкостенного упругого зубчатого колеса с наружными зубьями, соединённого с выходным валом; генератора волн — кулачка, эксцентрика или другого механизма, растягивающего гибкий элемент до образования в двух (или более) точках пар зацепления с неподвижным элементом. Число зубьев гибкого колеса несколько меньше числа зубьев неподвижного элемента. Число волн деформации равно числу выступов на генераторе. В вершинах волн зубья гибкого колеса полностью входят в зацепление с зубьями жёсткого, а во впадинах волн — полностью выходят из зацепления. Линейная скорость волн деформации соответствует скорости вершин выступов на генераторе, то есть в гибком элементе существуют бегущие волны с известной линейной скоростью. Разница чисел зубьев жёсткого и гибкого колёс обычно равна (реже кратна) числу волн деформации.
Например, при числе зубьев гибкого колеса 200, неподвижного элемента — 202 и двухволновой передаче (два выступа на генераторе волн) при вращении генератора по часовой стрелке первый зуб гибкого колеса будет входить в первую впадину жёсткого, второй — во вторую и т. д. до двухсотого зуба и двухсотой впадины. На следующем обороте первый зуб гибкого колеса войдёт в двести первую впадину, второй — в двести вторую, а третий — в первую впадину жёсткого колеса. Таким образом, за один полный оборот генератора волн гибкое колесо сместится относительно жёсткого на 2 зуба.

### Достоинства и недостатки

#### Достоинства
- большое передаточное отношение, при малом количестве деталей (i = 80-320)
- улучшенные массо-габаритные характеристики по сравнению с обычными зубчатыми передачами
- высокая кинематическая точность и плавность хода
- высокая нагрузочная способность
- передача момента через герметичные стенки

#### Недостатки
- высокая напряжённость основных элементов гибкого колеса и генератора волн
- пониженная крутильная жесткость.

## Характеристики
Волновые передачи применяются при больших передаточных отношениях, когда требуется повышенная кинематическая точность и низкий уровень шума. Оптимальное передаточное отношение, которое зависит от материала гибкого элемента, составляет 75…320. Коэффициент полезного действия (при передаточном отношении 100) составляет 0,9.

## Применение
Волновые передачи применяют в авиационной и космической технике, в промышленных роботах и манипуляторах, в приводах грузоподъёмных машин, станков, конвейеров и др.
Существуют герметичные волновые передачи, передающие вращение в герметизированной полости, находящейся в химически агрессивной или радиоактивной среде, или в глубоком вакууме, а также существуют конструкции, служащие приводами герметических вентилей.
Применялся на лунном автомобиле, использовавшемся в ходе лунных экспедиций «Аполлон-15», «Аполлон-16» и «Аполлон-17» в начале 1970-х годов.